# دن اشورث
دن اشورث (انگلیسی: Dan Ashworth؛ زادهٔ ۶ مارس ۱۹۷۱) بازیکن فوتبال اهل بریتانیا است.
از باشگاه‌هایی که در آن بازی کرده‌است می‌توان به باشگاه فوتبال نوریچ سیتی اشاره کرد.